# Anthrax costata
Anthrax costata är en tvåvingeart som först beskrevs av Thomas Say 1824.  Anthrax costata ingår i släktet Anthrax och familjen svävflugor. Inga underarter finns listade i Catalogue of Life.